# Gué de Blanquetaque

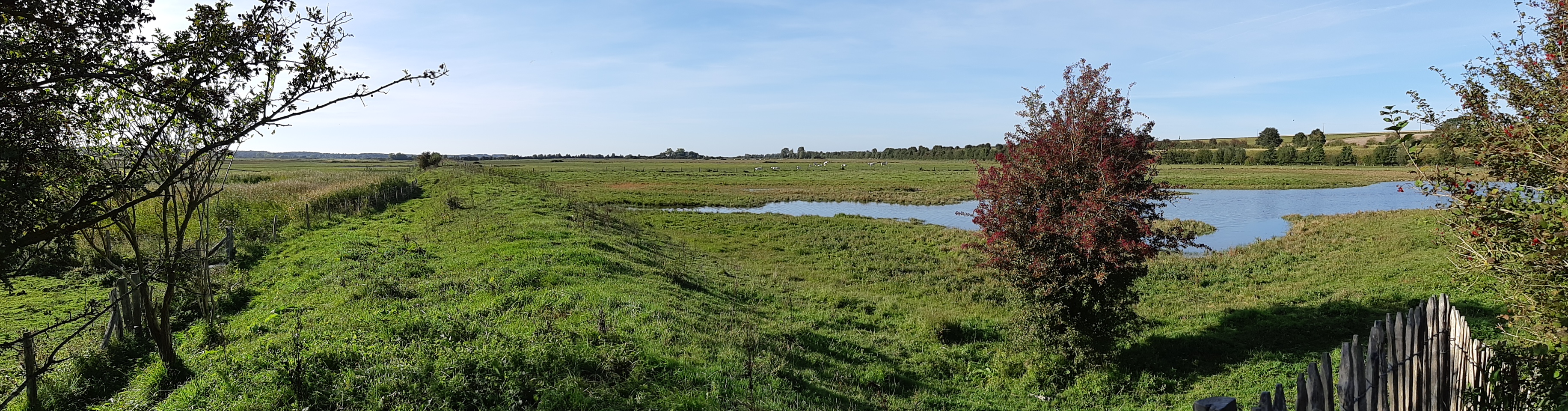
De voormalige voorde en de oude dijk

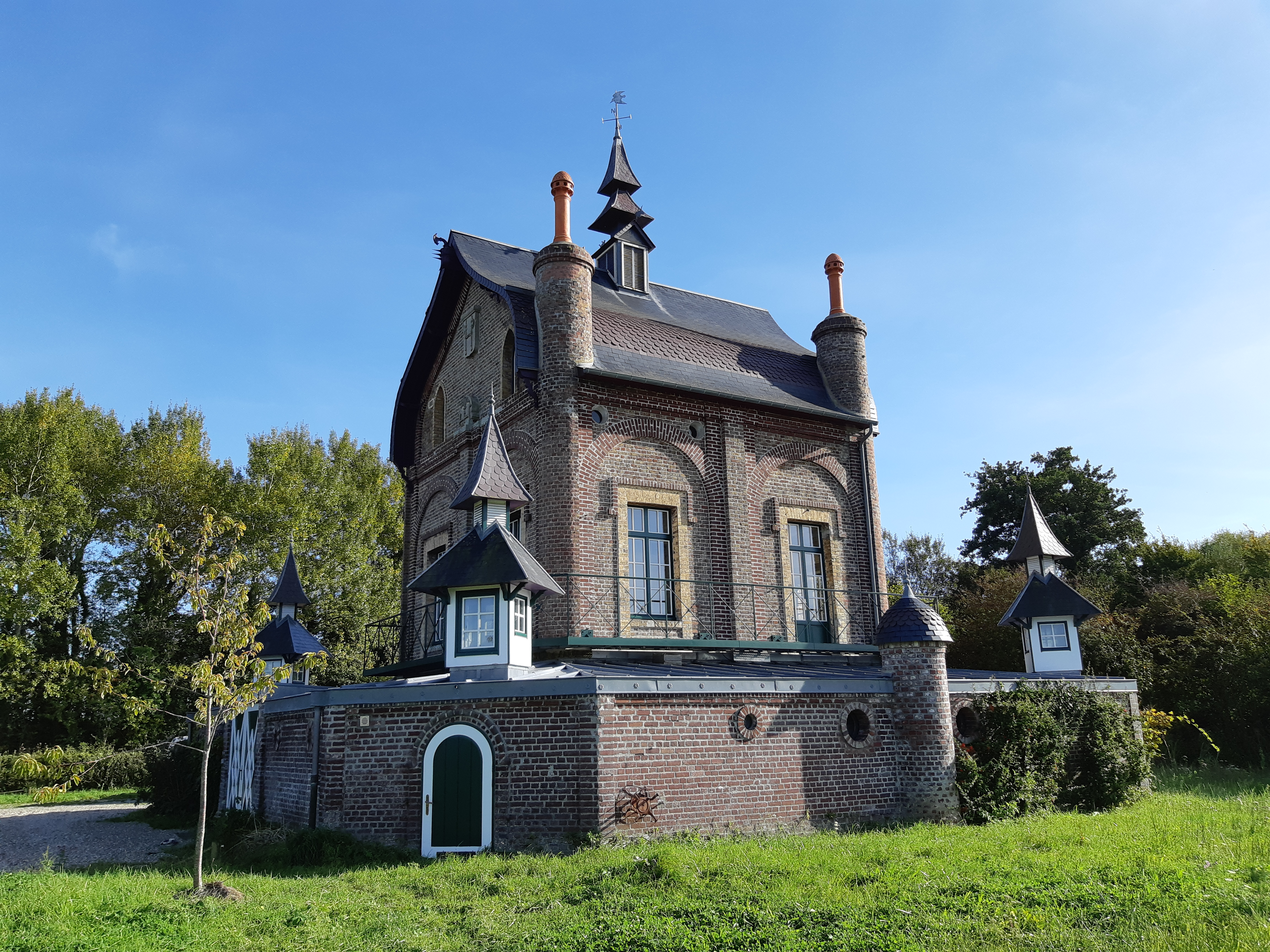
Het voormalig jachtslot

De Gué de Blanquetaque is een historische voorde in de benedenloop van de Somme, gelegen in het departement Somme, tussen de plaatsen Noyelles-sur-Mer en Port-le-Grand, met aan de overzijde Saigneville.
De naam betekent: tache blanche ofwel witte vlek, omdat de krijtafzettingen er een witte band vormen. Hoewel de Somme in deze benedenloop steeds een andere weg volgde, bleef de overgang steeds op dezelfde plaats.
De voorde werd niet enkel door vreedzame reizigers gebruikt, maar ook door krijgers van diverse pluimage. Zo werd in 1346, in het kader van de Honderdjarige Oorlog, de Slag bij Blanchetaque uitgevochten.
De voorde werd voor het eerst vermeld in 981, toen Hugo Capet de relieken van de Heilige Walricus vervoerde. Later werd de voorde gebruikt als passage voor zowel Engelse als ook Bourgondische, Spaanse en Franse troepen.
Na de 17e eeuw had de voorde geen militaire betekenis meer. Door overstromingen was de voorde voortaan slechts een beperkte periode bruikbaar, en wel van mei tot eind augustus. Toen men in 1786 begon met het graven van het Canal de la Somme, waarmee de bovenloop gekanaliseerd werd, raakte de voorde zijn betekenis kwijt en verdwenen de sporen ervan.
In 1903 liet graaf Auguste Henri Ernest d'Hardivilliers hier een jachtslot bouwen dat in 1995 door de instantie werd aangekocht die het natuurgebied moest beschermen. Het slot werd daarop gerestaureerd.